# Dicranomyia (Dicranomyia) subdola
Dicranomyia (Dicranomyia) subdola is een tweevleugelige uit de familie steltmuggen (Limoniidae). De soort komt voor in het Neotropisch gebied.